# شوردریا
شوردریا یا یاوانسو رودخانه‌ای است که از قلمرو ناحیه‌های تابع جمهوری تاجیکستان و استان ختلان تاجیکستان می‌گذرد. در سمت راست آن (به فارسی تاجیکی: ساحل راست) رودخانهٔ وخش است. در بالادست (به فارسی تاجیکی: بالاآب) رودخانه را یاوانسو و در پایین‌دست (به فارسی تاجیکی: پایان‌آب)، رودخانه را شوردریا می‌نامند. این رودخانه در بخش غربی کشور، و در ۷۰ کیلومتری جنوب دوشنبه، پایتخت کشور واقع شده است.
طول آن ۱۰۲ کیلومتر و مساحت مخزن (آب‌انبار) آن ۱۱۹۰ کیلومتر مربع است. تعداد شاخه‌های فرعی با طول کمتر از ۱۰ کیلومتر واقع در حوضه یاوانسو ۶۶ است، طول کل شاخه‌های فرعی آن ۱۴۷ کیلومتر است. ارتفاع متوسط پمپاژ آب (بلندی میانه‌وزن آبکشی) آن ۱۴۰۰ متر است. ضریب ورودی سالانه ۰/۰۴ است. ماه با بیشترین چرخه آب آن ماه آوریل است. ۳ درصد از جریان سالانهٔ آن در دوره جولای تا سپتامبر رخ می‌دهد.

نوع تغذیهٔ (به فارسی تاجیکی: نمود غذاگیری) رودخانه برف و باران است. در ساحل رودخانه آبادی‌هایی مانند چارراهه، قویِمات، حسنی، چراغچی، آهوجار، آزادی، یاوان، چارگل، تغای‌‌آباد و آزادی شرق وجود دارند. 